# Karl Gilmer
Karl Gilmer (* 31. August 1841 in Friedberg; † 10. Dezember 1894) war ein deutscher Reichsgerichtsrat.

## Leben
Der Sohn eines Landrichters studierte Rechtswissenschaften in Gießen und Heidelberg. Januar 1861 wurde er auf den Landesherrn des Großherzogtums Hessen vereidigt. 1870 wurde Landgerichtsassessor. 1879 ernannte man ihn zum Amtsrichter und 1883 zum Landrichter. Ein Jahr später wurde er Landgerichtsrat. 1894 wurde er zum Oberlandesgerichtsrat befördert. Am 1. Dezember 1894 trat er als Rat in den III. Zivilsenat des Reichsgerichts ein. 10 Tage später verstarb er.

## Werke
- „Bemerkungen zu Art. 15 Nr. 1 des hessischen Pfandgesetzes vom 15. September 1858, insbesondere bezüglich des Begriffs des beweglichen Vermögens der Kinder und der Behandlung der Schulden und Ersatzposten bei Berechnung desselben“, Archiv für practische Rechtswissenschaft aus dem Gebiete des Civilrechts, des Civilprozesses und des Criminalrechts, Neue Folge Band 16 = 3. Folge Band 5 (1893), S. 221.

## Quelle
- Adolf Lobe: Fünfzig Jahre Reichsgericht am 1. Oktober 1929, Berlin 1929, S. 363.

## Belege
1. ↑  Gustav Toepke [Hrsg.]: Die Matrikel der Universität Heidelberg (6. Teil): Von 1846 - 1870 ; nebst e. Anh.: 1. Vorschriften über Immatriculation 1805 - 1868 ; 2. Verz. d. Rect. u. Prorect. 1669–1870, Heidelberg, 1907, S. 369.

| Personendaten    | Personendaten               |
| ---------------- | --------------------------- |
| NAME             | Gilmer, Karl                |
| KURZBESCHREIBUNG | deutscher Reichsgerichtsrat |
| GEBURTSDATUM     | 31. August 1841             |
| GEBURTSORT       | Friedberg                   |
| STERBEDATUM      | 10. Dezember 1894           |